# 商品交易所

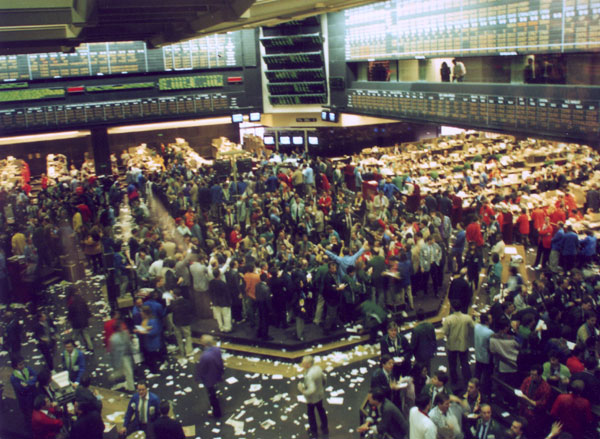
美国的芝加哥期貨交易所

商品交易所是一个用來交易各种商品的交易所。這些商品主要包括农产品和其他原材料（如小麦、大麦、食糖、玉米、棉花、可可豆、咖啡、奶制品、豬腩、石油和金属）。交易的內容還包括基于这些商品的各类衍生品合约，如远期合约、期货和期權以及现货交易（即时交割）。期货合约规定一定数量的商品将在未來某个雙方约定的日期交付。投机者和投资者也可以买卖这些合约以赚取利润。投机者和投资者的加入為市場注入了流动性。其中一些交易所还交易金融衍生品，例如利率和外汇期货以及其他工具。